# تیل (خلخال)
تیل روستایی است که در استان اردبیل، شهرستان خلخال قرار دارد.

## جمعیت
بر اساس سرشماری سال ۱۳۹۵ جمعیت این روستا ۶۹۹ نفر بوده‌است. مردم تیل به زبان ترکی آذربایجانی صحبت می‌کنند.

## محصولات
از عمده ترین محصولات باغی آن می‌توان از گردو، گلابی، سیب ، آلبالو و آلوی خورشتی که در استان فقط در این روستا است و از محصولات لبنی آن می‌توان از کره، ماست و پنیر نام برد.

## مشاهیر
عبدالله(حامد) حیدری تیل، برنده مدال نقره رشته پرتاب نیزه در مسابقات پارالمپیک 2016 ریو برزیل زاده این روستاست.